# David Zabriskie

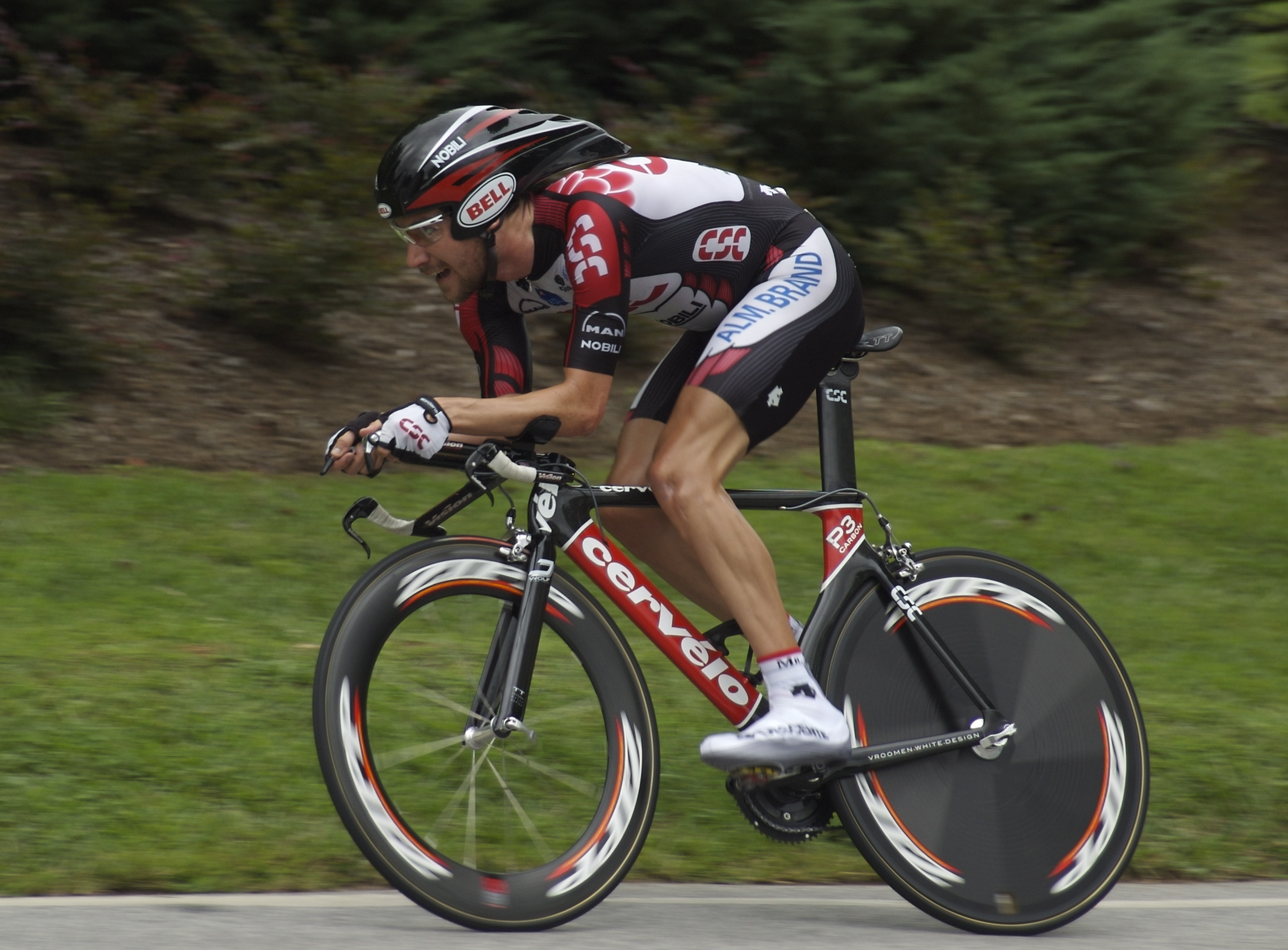
David Zabriskie op weg naar het Amerikaans kampioen individuele tijdrit op de weg (2006)

David Zabriskie (Salt Lake City, 12 januari 1979) is een voormalig Amerikaans wielrenner. Hij is vooral een goed tijdrijder en staat bekend om zijn perfect aerodynamische positie op de fiets. Zabriskie is verder een van de weinige renners die erin slaagde in alle drie de grote rondes een rit te winnen, overwinningen die later echter alle geschrapt werden.

## Biografie
De in Salt Lake City geboren Zabriskie werd prof in 1999 bij 7UP/Colorado Cyclist. Nadat hij daar in enkele beloftenwedstrijden zijn talent voor tijdrijden had getoond, kreeg hij in 2001 een contract bij US Postal. In 2004 won Zabriskie namens die werkgever een etappe in de Ronde van Spanje; deze etappe was echter geen tijdrit, maar een rit in lijn, die hij won na een lange solo. Dat jaar werd hij ook vijfde op het wereldkampioenschap tijdrijden.
In 2005 rijdt Zabriskie bij Team CSC, en won in de Ronde van Italië de tijdrit. In de Ronde van Frankrijk van dat jaar wint hij de openingstijdrit en mag de gele trui aantrekken. In Noirmoutier reed 'the DZ' bovendien de snelste tijdrit uit de tourgeschiedenis. De gele trui moest hij na de vierde rit weer afgeven aan zijn voormalige kopman Lance Armstrong. Tijdens deze etappe, de ploegentijdrit, viel Zabriskie twee kilometer voor het einde, waardoor hij kostbare seconden verloor en uiteindelijk vijf dagen later zou opgeven.
In 2006 won Zabriskie zowel de proloog als de tijdrit in de Dauphiné Libéré. Op het WK tijdrijden van datzelfde jaar werd Zabriskie tweede, achter zijn ongenaakbare ploegmaat Fabian Cancellara.
Op 5 juli 2012 meldde het Nederlandse dagblad De Telegraaf dat vijf voormalige ploeggenoten van Lance Armstrong tegen hem wilden getuigen, waarbij de vier nog actieve wielrenners in ruil voor belastende verklaringen, waarbij zij ook hun eigen dopinggebruik zouden toegeven, de Ronde van Frankrijk 2012 zouden mogen uitrijden en pas later voor zes maanden geschorst zouden worden. De vijf voormalige ploeggenoten zouden naast Zabriskie George Hincapie, Levi Leipheimer, Christian Vandevelde en de inmiddels gestopte Jonathan Vaughters zijn. Armstrong reageerde furieus via Twitter door te stellen dat er sprake was van 'een partijdige vervolging die de geur heeft van een vendetta'.

## Belangrijkste overwinningen en ereplaatsen
2004
- Amerikaans kampioen individuele tijdrit op de weg, Elite
- 1e etappe Ronde van Spanje (ploegentijdrit)
- 11e etappe Ronde van Spanje

2005
- 4e etappe Ronde van de Middellandse Zee (ploegentijdrit)
- 8e etappe Ronde van Italië (ind.tijdrit)
- Proloog Ronde van Frankrijk

2006
- 1e etappe deel B Internationale wielerweek (ploegentijdrit)
- Proloog Dauphiné Libéré
- 3e etappe Dauphiné Libéré (ind.tijdrit)
- Amerikaans kampioen individuele tijdrit op de weg, Elite
- 2e WK Tijdrijden
- UCI ProTour Ploegentijdrit (met Lars Ytting Bak, Michael Blaudzun, Bobby Julich, Stuart O'Grady, Christian Müller, Brian Vandborg en Jens Voigt)

2007
- UCI ProTour Ploegentijdrit (met Michael Blaudzun, Matthew Goss, Bobby Julich, Marcus Ljungqvist, Luke Roberts, Nicki Sørensen en Christian Vande Velde)
- Amerikaans kampioen individuele tijdrit op de weg, Elite

2008
- Ploegentijdrit Ronde van Italië
- Amerikaans kampioen individuele tijdrit op de weg, Elite

2009
- Amerikaans kampioen individuele tijdrit op de weg, Elite
- 5e etappe Ronde van Missouri (ind.tijdrit)
- Eindklassement Ronde van Missouri

2010
- 3e etappe Ronde van Californië

2011
- 4e etappe Ronde van Romandië (ind.tijdrit)
- 6e etappe Ronde van Californië (ind.tijdrit)
- Amerikaans kampioen individuele tijdrit op de weg, Elite

2012
- 1e etappe Ronde van Langkawi (ind.tijdrit)
- 5e etappe Ronde van Californië (ind.tijdrit)
- Amerikaans kampioen individuele tijdrit op de weg, Elite

## Resultaten in voornaamste wedstrijden
| Jaar | Ronde van Italië | Ronde van Frankrijk | Ronde van Spanje |
| ---- | ---------------- | ------------------- | ---------------- |
| 2002 |                  |                     | 120e             |
| 2004 |                  |                     | opgave (1)       |
| 2005 | 104e (1)         | opgave (1)          |                  |
| 2006 |                  | 73e                 |                  |
| 2007 | 58e              | buiten tijd         |                  |
| 2008 | opgave           |                     |                  |
| 2009 | 152e             | 77e                 |                  |
| 2010 |                  | 101e                | opgave           |
| 2011 |                  | opgave              |                  |
| 2012 |                  | 100e                |                  |

| Jaar |  | Wereldranglijsten |
| ---- |  | ----------------- |
| 2002 |  |                   |
| 2004 |  |                   |
| 2005 |  | 131e (UPT)        |
| 2006 |  | 129e (UPT)        |
| 2007 |  | 63e (UPT)         |
| 2008 |  |                   |
| 2009 |  |                   |
| 2010 |  | 220e (UWK)        |
| 2011 |  |                   |
| 2012 |  |                   |